# Impero romano in Crimea

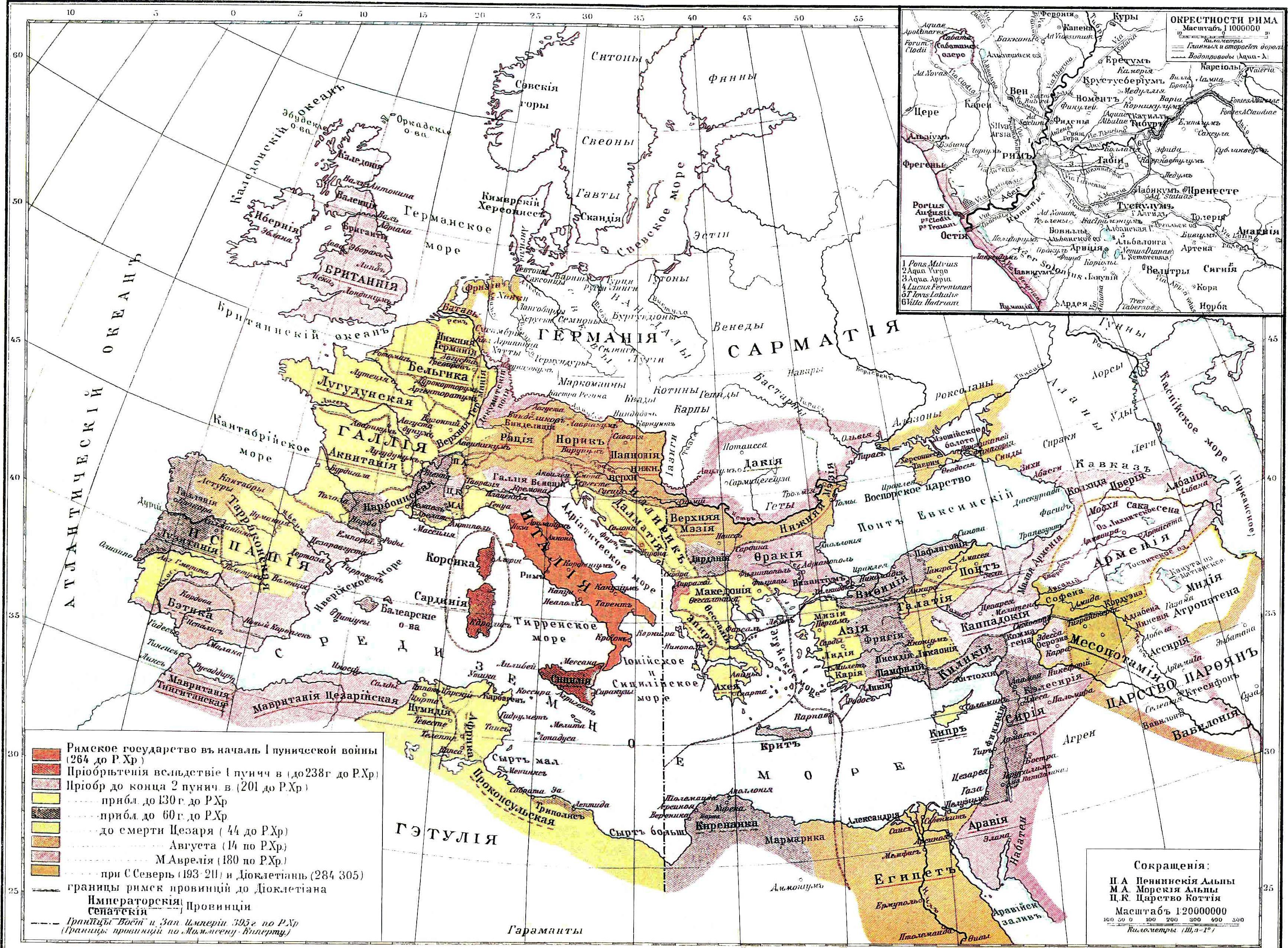
Mappa dell'Impero Romano dall'Enciclopedia di Brockhaus ed Efron

L'Impero romano svolse un ruolo importante nella vita economica e politica dei popoli della penisola di Crimea a partire dalla metà del I secolo a.C.  L'arbitro era una peculiare figura che deteneva il potere romano a Tauride, nominato per far fronte alla tradizionale rivalità tra la città di Chersoneso Taurica e il regno del Bosforo. Il culmine della presenza romana nella regione fu l'istituzione del protettorato di Tauride sulla città di Cheroseno , tradizionalmente più filo-romana, e l'intervento attivo negli affari interni del regno cliente del Bosforo. L'intervento romano fu prevalentemente di carattere commerciale e militare, ma non fu seguito dall'arrivo di colonizzatori dall'Italia, quindi non portò alla latinizzazione della popolazione della penisola. Di conseguenza, il quadro linguistico e demografico della Crimea non subì cambiamenti significativi: la popolazione ellenica si mantenne sulle coste della penisola, sulle montagne vivevano i tauri, i nomadi periodicamente invadevano le steppe settentrionali.

## Quadro cronologico
Il governo centrale a Roma è intervenuto attivamente nella politica della penisola dal 47 al 340 d.C. 
Durante il regno dell'imperatore Nerone, tra il 63 e il 68 d.C., il territorio del regno del Bosforo era stato incluso nella provincia di Mesia . L'esercito romano si trattenne in Crimea dalla metà del II secolo fino alla metà del III secolo d.C . Nel pieno della sua potenza, l'esercito romano affrontò campagne nelle steppe nord-occidentali e sud-occidentali della Crimea. Tuttavia, a giudicare dal fatto che gli archeologi non hanno trovato monumenti antichi del I secolo nelle suddette aree, i romani non riuscirono a instaurarvisi in modo permanente. Cherson era la città più comoda e conveniente da un punto di vista economico e militare per i romani, insieme ai territori adiacenti alle montagne sud-occidentali (il cosiddetto paese dei Dori), nonché la ben protetta costa meridionale della Crimea, arrivando fino all'odierno Sudak.

## Presenza militare

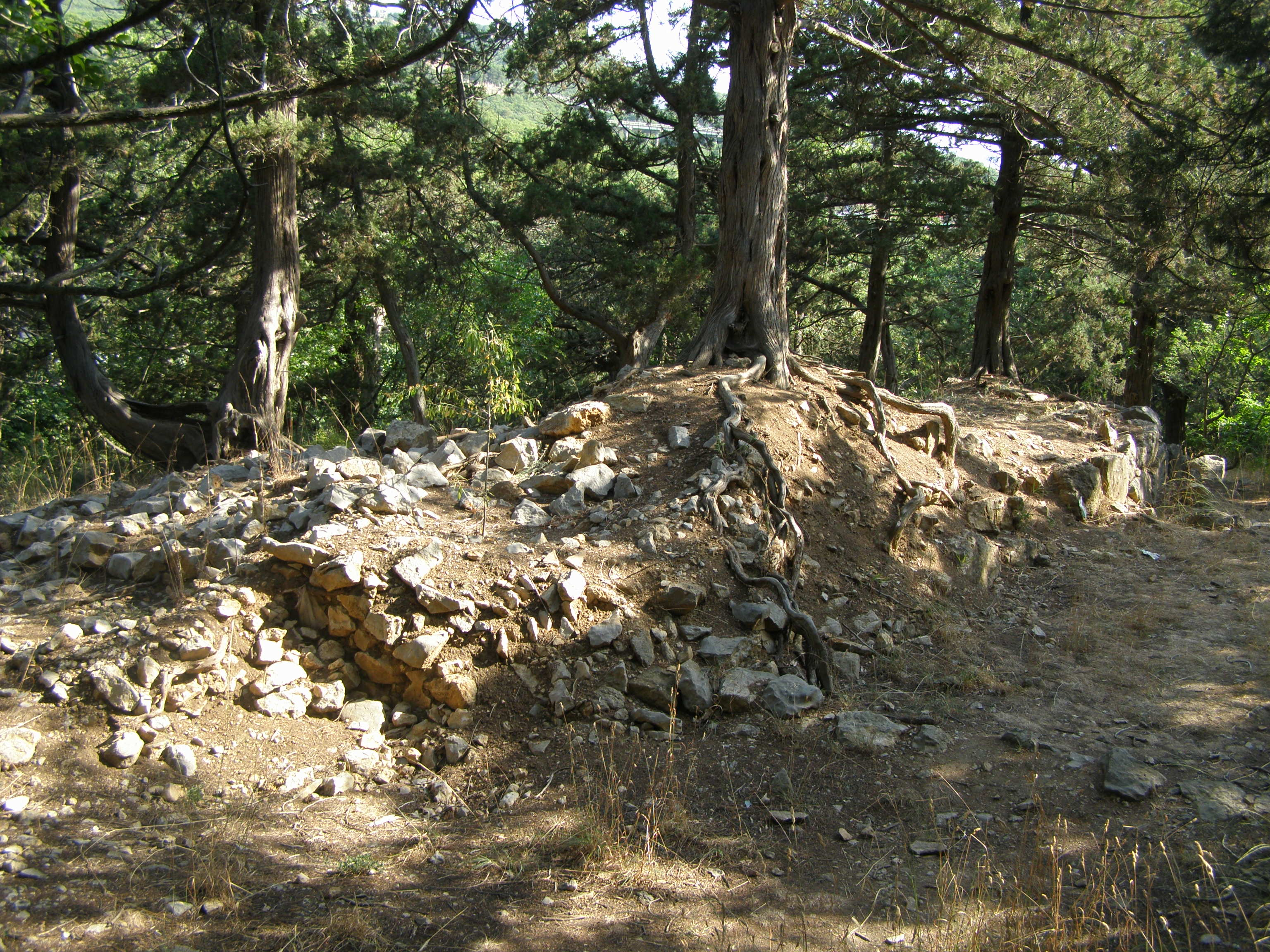
Resti della fortezza romana Kharaks sul promontorio Ai-Todor

Nel corso della storia il presidio romano in Crimea comprendeva le unità delle seguenti legioni: V macedone, XI Claudiano, I Italica, nonché altri soldati delle unità ausiliarie, dei quali è possibile stabilire i nomi grazie ai ritrovamenti delle tessere con i timbri delle legioni. Inoltre, la flotta militare romana, rappresentata principalmente dalle navi dello squadrone ravennate  entrava periodicamente nel porto di Crimea. Nella seconda metà del III secolo, la presenza militare romana in Crimea si indebolisce: le truppe romane si ritirano gradualmente per proteggere i confini dell'impero danubiano, dove c'erano regioni abitate da cittadini di lingua romana.
Tuttavia, alcuni ricercatori ritengono che alcuni contingenti dell'esercito romano siano stati periodicamente inviati nella penisola di Crimea per svolgere missioni di combattimento. Così, O.V. Wuss asserisce che "dalla fine del III fino ai primi anni del IV secolo d.C, qui operarono 'mille vessillazioni', costituite da coorti  per la difesa costiera (riparienses). La struttura organizzativa e la formazione di queste unità corrispondevano al compito loro assegnato: il buon esito delle battaglie nella zona costiera. Probabilmente grazie all'alto livello di addestramento al combattimento e alla mobilità operativa, queste 'mille vessillazioni' divennero un modello durante la formazione e la preparazione delle forze mobili (comitatenses) nei primi anni del IV secolo d.C. »
Nella seconda metà del IV secolo Roma non è più in grado di far fronte all'invasione dei Goti e degli Alani, i quali invadono il regno del Bosforo. A causa della minaccia di un attacco degli Unni, nell'ultimo ventennio del IV secolo, si trasferisce la legione Balistarii Seniores, subordinata al comandante in capo dell'esercito d'Oriente, che successivamente sarebbe diventata la base della presidio di Chersonesos . Nell'anno 395 i territori del protettorato romano passano sotto il controllo dell'Impero Romano d'Oriente. Dopo un periodo di desolazione, dove, di fatto, l'unica città antica della Crimea che sopravvisse fu Chersoneso, l'imperatore Giustiniano I , ultimo imperatore di lingua romana dell'Impero Romano d'Oriente, si concentrò sul rafforzamento delle tradizioni difensive romane della Crimea meridionale e sudoccidentale negli anni 530.
La Zamorye, sempre stata una regione ellenizzata, da quel momento acquisì un carattere bizantino più pronunciato, con le sue tradizioni greco-ortodosse. La Crimea meridionale faceva parte del Thema Cherson dell'Impero bizantino, ma nel tardo periodo bizantino, a quanto pare, non era governata direttamente da Costantinopoli, ma indirettamente, attraverso il governatore di Trebisonda. È per questo motivo che Trebisonda ottenne il controllo sulla parte degli ex possedimenti bizantini in Crimea dopo il crollo dell'Impero nel 1204.

## Economia
Il protettorato romano ebbe un effetto benefico in particolare sull'economia di Taurica e Chersoneso. La pax romana contribuì alla crescita economica dal I al III secolo. I cittadini fortificarono attivamente le mura e le torri della città, eressero nuovi templi, costruirono terme, ricostruirono il teatro e gestirono diverse reti di approvvigionamento idrico. 
Chersoneso conduceva un florido commercio con importanti centri produttivi e commerciali del Mar Nero e del Mediterraneo, soprattutto con i suoi soci tradizionali sulla costa meridionale del Ponto-Eraclea Pontica, Sinopa, Amis, Aastria. A Chersoneso la coniazione delle monete veniva rinnovata periodicamente. Alle merci tradizionalmente importate in città furono aggiunti eleganti recipienti in vetro e bronzo, diverse ceramiche laccate di rosso, spezie e incensi. I prodotti agricoli, il cuoio, il pesce salato ed essiccato, le salse di pesce venivano esportati dalla città in grandi volumi. In questo periodo, la pesca si trasforma in un ramo autonomo dell'economia comunale. Durante gli scavi sono state rinvenute un centinaio di cisterne per la salatura del pesce, alcune delle quali raggiungevano la capacità di 30-40 tonnellate.

## Patrimonio culturale-religioso
Il Cristianesimo iniziò a diffondersi per la prima volta in Crimea proprio durante il periodo romano. Uno dei primi cristiani in Crimea fu l'esiliato Clemente I, divenuto poi il quarto pontefice romano.

## Monumenti dell'epoca romana in Crimea
- Resti del campo militare romano di Charax
- Resti dell'acquedotto romano per le terme della guarnigione romana nel Cherson. Il percorso dell'acquedotto iniziava a 8-9 km di distanza dal Cherson, sulle vette del Karan.
- Il teatro di Cherson è stato convertito in un'arena per le battaglie tra gladiatori.
- Numerosi altari dedicati a divinità di legionari e ufficiali.
- Lapide con scritta, in ricordo di due medici romani, uccisi con delle erbe.
- Tempio di Giove a Balaklava, nel quale sono stati trovati altari con scritte e dediche a Giove, Ercole e Vulcano.
- Sentiero Kalendskaya, strada romana.

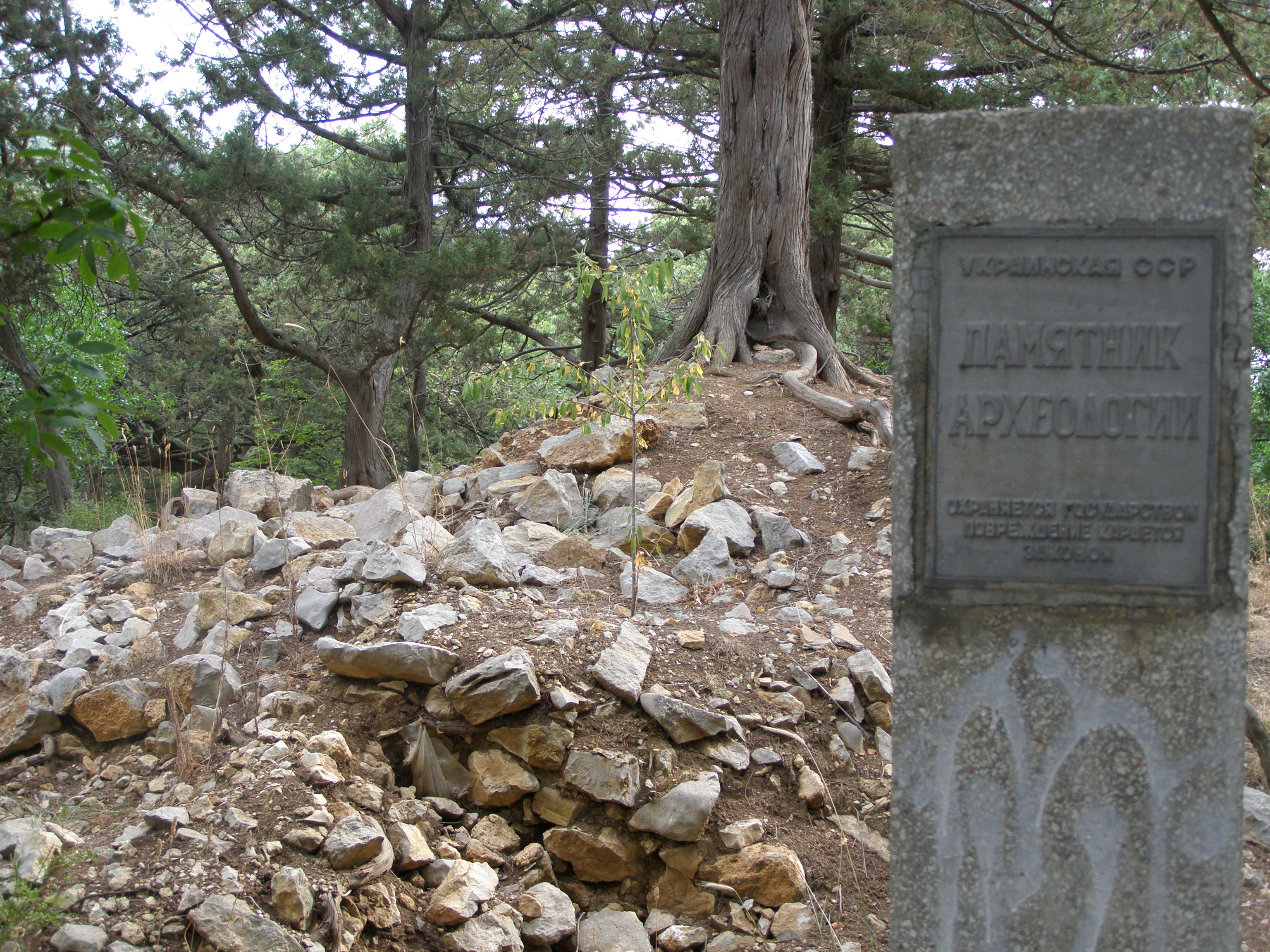
Resti della fortezza di Kharax
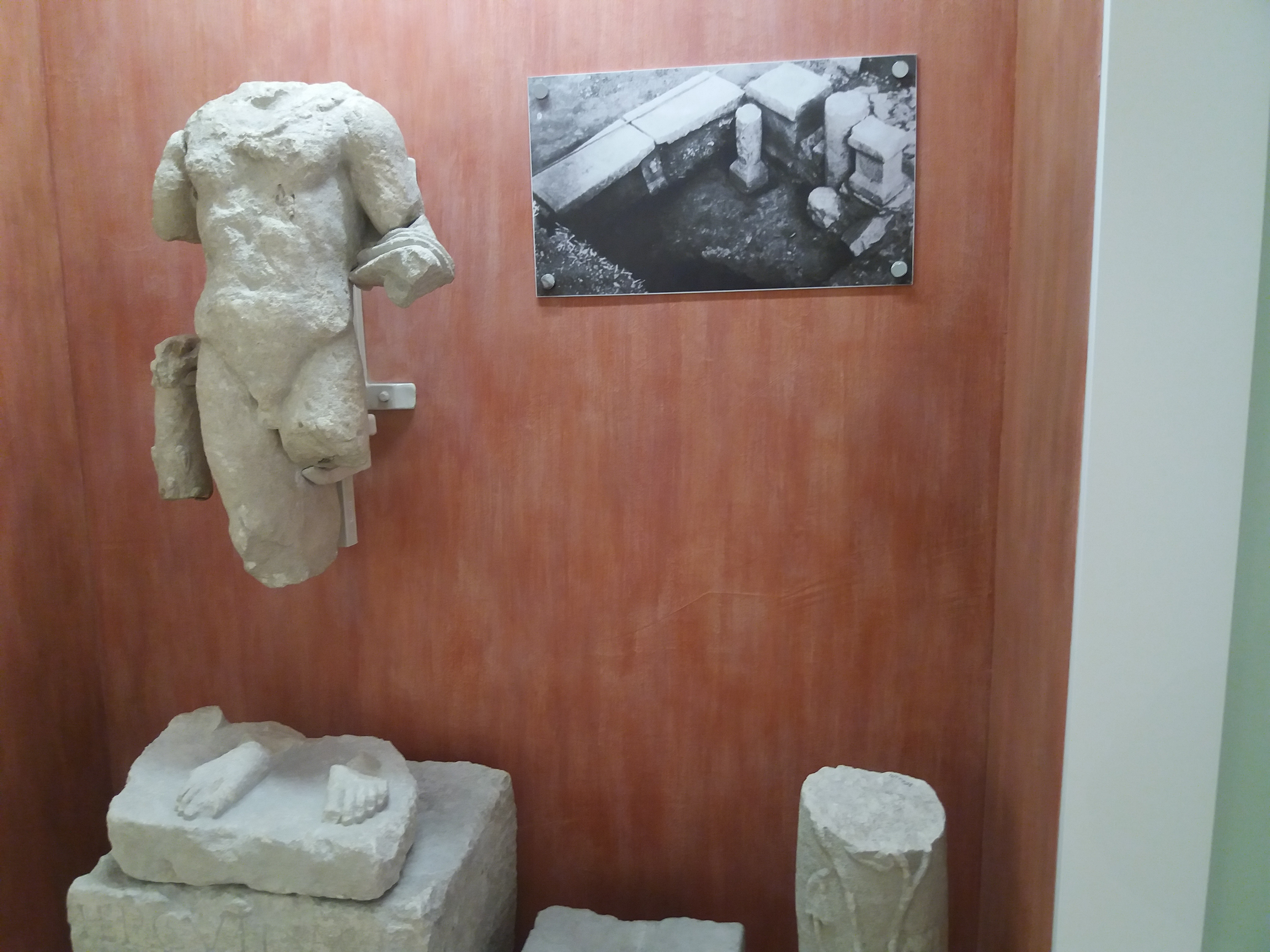
Statua di Ercole dal Tempio di Jupiter Dolichenus a Balaklava
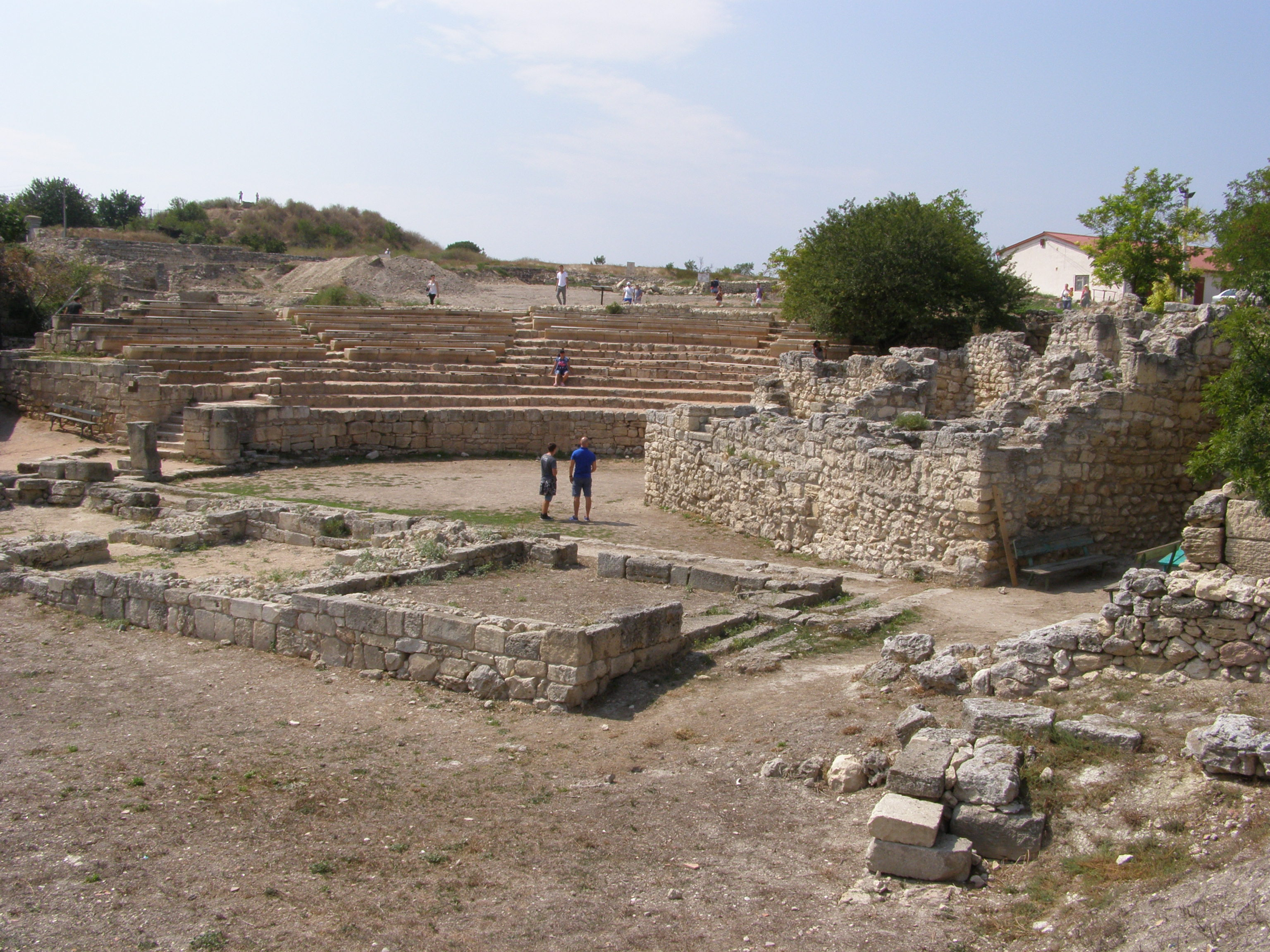
Antico anfiteatro di Chersonesos
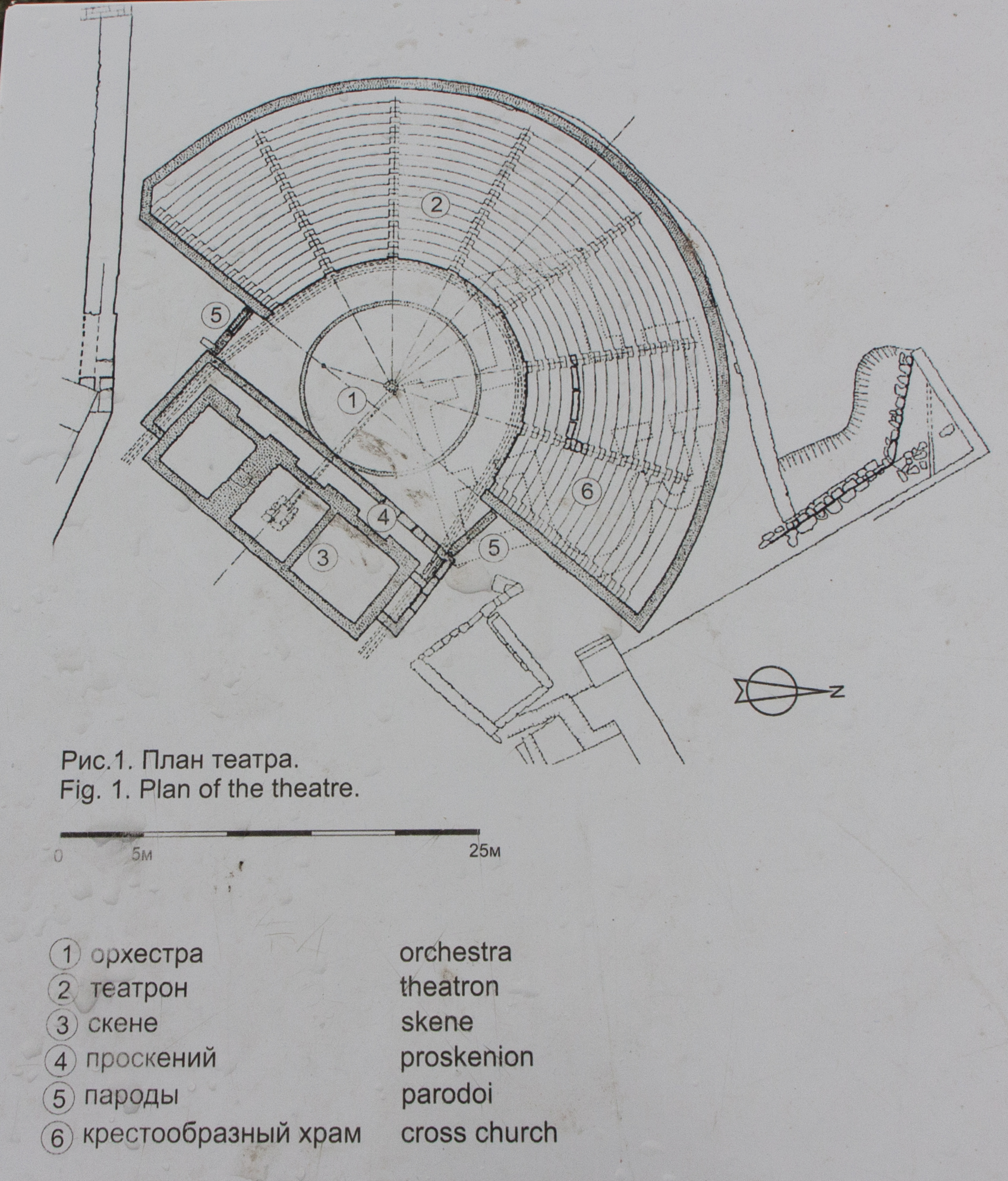
Pianta